# Halowe Mistrzostwa Świata w Lekkoatletyce 2004 – bieg na 800 m mężczyzn
Bieg na 800 m mężczyzn – jedna z konkurencji rozgrywanych podczas halowych mistrzostw świata w lekkoatletyce w 2004. Eliminacje odbyły się 5 marca, półfinały miały miejsce 6 marca, finał zaś został rozegrany 7 marca.
Do eliminacji zgłoszonych zostało 36 zawodników z 27 państw.
Zawody w tej konkurencji wygrał reprezentant RPA Mbulaeni Mulaudzi. Drugą pozycję zajął zawodnik z Bahrajnu Rashid Ramzi, trzecią zaś reprezentujący Brazylię Osmar dos Santos.

## Wyniki

### Eliminacje
Źródło: 
Bieg 1
| Miejsce | Zawodnik            | Państwo           | Wynik   | Uwagi |
| ------- | ------------------- | ----------------- | ------- | ----- |
| 1.      | Osmar dos Santos    | Brazylia          | 1:47,67 |       |
| 2.      | Joeri Jansen        | Belgia            | 1:48,10 |       |
| 3.      | Michael Stember     | Stany Zjednoczone | 1:48,66 |       |
| 4.      | Juan de Dios Jurado | Hiszpania         | 1:48,70 | SB    |
| 5.      | Roman Hanzel        | Słowacja          | 1:51,54 |       |
| 6.      | Kondwani Chiwina    | Malawi            | 1:54,49 | PB    |

Bieg 2
| Miejsce | Zawodnik             | Państwo           | Wynik   | Uwagi |
| ------- | -------------------- | ----------------- | ------- | ----- |
| 1.      | Antonio Manuel Reina | Hiszpania         | 1:49,72 |       |
| 2.      | Mbulaeni Mulaudzi    | Południowa Afryka | 1:49,83 |       |
| 3.      | Dmitrij Bogdanow     | Rosja             | 1:50,21 |       |
| 4.      | Rizak Dirshe         | Szwecja           | 1:50,89 |       |
| 5.      | Paskar Owor          | Uganda            | 1:51,41 | SB    |
| 6.      | Abubaker El Gatroni  | Libia             | 1:52,64 |       |

Bieg 3
| Miejsce | Zawodnik            | Państwo           | Wynik   | Uwagi |
| ------- | ------------------- | ----------------- | ------- | ----- |
| 1.      | Joseph Mutua        | Kenia             | 1:47,86 |       |
| 2.      | Arnoud Okken        | Holandia          | 1:47,88 | SB    |
| 3.      | Amine Laâlou        | Maroko            | 1:48,03 |       |
| 4.      | Derrick Peterson    | Stany Zjednoczone | 1:50,05 |       |
| 5.      | Sajjad Moradi       | Iran              | 1:50,06 |       |
| –       | Ismail Ahmed Ismail | Sudan             | DNF     |       |

Bieg 4
| Miejsce | Zawodnik         | Państwo    | Wynik   | Uwagi |
| ------- | ---------------- | ---------- | ------- | ----- |
| 1.      | Rashid Ramzi     | Bahrajn    | 1:48,25 |       |
| 2.      | Bram Som         | Holandia   | 1:48,55 |       |
| 3.      | Fabiano Peçanha  | Brazylia   | 1:49,98 | SB    |
| 4.      | David Fiegen     | Luksemburg | 1:50,02 |       |
| 5.      | Muhammad al-Azmi | Kuwejt     | 1:51,80 | SB    |
| –       | Samwel Mwera     | Tanzania   | DSQ     |       |

Bieg 5
| Miejsce | Zawodnik               | Państwo   | Wynik   | Uwagi |
| ------- | ---------------------- | --------- | ------- | ----- |
| 1.      | Jean-Patrick Nduwimana | Burundi   | 1:47,71 | SB    |
| 2.      | Tom Omey               | Belgia    | 1:48,92 |       |
| 3.      | Nicolas Aissat         | Francja   | 1:50,65 |       |
| 4.      | Abdal Salam Aldabaji   | Palestyna | 1:53,48 | NR    |
| –       | Berhanu Alemu          | Etiopia   | DSQ     |       |
| –       | Gary Reed              | Kanada    | DNF     |       |

Bieg 6
| Miejsce | Zawodnik           | Państwo      | Wynik   | Uwagi |
| ------- | ------------------ | ------------ | ------- | ----- |
| 1.      | Florent Lacasse    | Francja      | 1:48,01 |       |
| 2.      | Mohsen al-Shahibi  | Maroko       | 1:48,44 |       |
| 3.      | William Yiampoy    | Kenia        | 1:48,49 |       |
| 4.      | Youssef Saad Kamel | Bahrajn      | 1:48,55 |       |
| 5.      | Awetik Arrakeljan  | Armenia      | 1:53,44 | SB    |
| 6.      | Nazar Begliyev     | Turkmenistan | 1:54,72 | SB    |

### Półfinały
Źródło: 
Bieg 1
| Miejsce | Zawodnik             | Państwo           | Wynik   | Uwagi |
| ------- | -------------------- | ----------------- | ------- | ----- |
| 1.      | Osmar dos Santos     | Brazylia          | 1:46,91 |       |
| 2.      | William Yiampoy      | Kenia             | 1:47,02 |       |
| 3.      | Youssef Saad Kamel   | Bahrajn           | 1:47,16 | AR    |
| 4.      | Antonio Manuel Reina | Hiszpania         | 1:47,33 | SB    |
| 5.      | Mohsen al-Shahibi    | Maroko            | 1:47,45 | PB    |
| 6.      | Michael Stember      | Stany Zjednoczone | 1:48,68 |       |

Bieg 2
| Miejsce | Zawodnik        | Państwo  | Wynik   | Uwagi |
| ------- | --------------- | -------- | ------- | ----- |
| 1.      | Joseph Mutua    | Kenia    | 1:47,07 |       |
| 2.      | Rashid Ramzi    | Bahrajn  | 1:47,28 | PB    |
| 3.      | Florent Lacasse | Francja  | 1:47,28 |       |
| 4.      | Arnoud Okken    | Holandia | 1:47,84 | SB    |
| 5.      | Joeri Jansen    | Belgia   | 1:48,61 |       |
| 6.      | Fabiano Peçanha | Brazylia | 1:51,59 |       |

Bieg 3
| Miejsce | Zawodnik               | Państwo           | Wynik   | Uwagi |
| ------- | ---------------------- | ----------------- | ------- | ----- |
| 1.      | Mbulaeni Mulaudzi      | Południowa Afryka | 1:49,96 |       |
| 2.      | Amine Laâlou           | Maroko            | 1:50,07 |       |
| 3.      | Juan de Dios Jurado    | Hiszpania         | 1:50,99 |       |
| 4.      | Tom Omey               | Belgia            | 1:51,15 |       |
| 5.      | Jean-Patrick Nduwimana | Burundi           | 1:52,20 |       |
| –       | Bram Som               | Holandia          | DNF     |       |

### Finał
Źródło: 
| Miejsce | Zawodnik          | Państwo           | Wynik   | Uwagi |
| ------- | ----------------- | ----------------- | ------- | ----- |
| 01 !    | Mbulaeni Mulaudzi | Południowa Afryka | 1:45,71 |       |
| 02 !    | Rashid Ramzi      | Brunei            | 1:46,15 | AR    |
| 03 !    | Osmar dos Santos  | Brazylia          | 1:46,26 |       |
| 4.      | Amine Laâlou      | Maroko            | 1:46,57 | PB    |
| 5.      | William Yiampoy   | Kenia             | 1:46,88 |       |
| 6.      | Joseph Mutua      | Kenia             | 1:47,86 |       |